# Occultic;Nine
Occultic;Nine (オカルティック・ナイン?, Okarutikku Nain) è una serie di light novel scritta da Chiyomaru Shikura e illustrata da Pako. Tre volumi sono stati pubblicati da Overlap, sotto l'etichetta Overlap Bunko, a partire dal 25 agosto 2014. Un adattamento manga è stato serializzato sul good! Afternoon di Kōdansha tra il 2015 e il 2017, mentre un adattamento anime, prodotto da A-1 Pictures e acquistato in Italia da Dynit, è stato trasmesso in Giappone tra l'8 ottobre e il 24 dicembre 2016. Un videogioco basato sulla serie è stato annunciato a marzo 2015.

## Personaggi
Yūta Gamon (我聞 悠太?, Gamon Yūta)
Doppiato da: Yūki Kaji
Ryoka Narusawa (成沢 稜歌?, Narusawa Ryōka)
Doppiata da: Ayane Sakura
Sarai Hashigami (橋上 サライ?, Hashigami Sarai)
Doppiato da: Kaito Ishikawa
Miyū Aikawa (相川 実優羽?, Aikawa Miyū)
Doppiata da: Hitomi Yoshida
Tōko Sumikaze (澄風 桐子?, Sumikaze Tōko)
Doppiata da: Shizuka Itō
Aria Kurenaino (紅ノ 亞里亞?, Kurenaino Aria)
Doppiata da: Miyuki Sawashiro
Kiryū Kusakabe (日下部 吉柳?, Kusakabe Kiryū)
Doppiato da: Kishō Taniyama
Ririka Nishizono (西園 梨々花?, Nishizono Ririka)
Doppiata da: Mamiko Noto
Shun Moritsuka (森塚 駿?, Moritsuka Shun)
Doppiato da: Tetsuya Kakihara

## Media

### Light novel
La serie di light novel è stata scritta da Chiyomaru Shikura con le illustrazioni di Pako. Il primo volume è stato pubblicato da Overlap, sotto l'etichetta Overlap Bunko, il 25 agosto 2014 e al 25 settembre 2017 ne sono stati messi in vendita in tutto tre. I diritti di distribuzione digitale e cartacea in lingua inglese sono stati acquistati rispettivamente da J-Novel Club e Seven Seas Entertainment.
| Nº | Data di prima pubblicazione | Data di prima pubblicazione | Data di prima pubblicazione |
| Nº | Giapponese                  | Giapponese                  |                             |
| -- | --------------------------- | --------------------------- | --------------------------- |
| 1  | 25 agosto 2014              | ISBN 978-4-906866-21-2      |                             |
| 2  | 25 aprile 2015              | ISBN 978-4-86554-020-8      |                             |
| 3  | 25 settembre 2017           | ISBN 978-4-86554-112-0      |                             |

### Manga
Un adattamento manga di Ganjii è stato serializzato sulla rivista good! Afternoon di Kōdansha dal 7 ottobre 2015 al 6 maggio 2017. I vari capitoli sono stati raccolti in quattro volumi tankōbon, pubblicati tra il 7 aprile 2016 e il 7 luglio 2017.

#### Volumi
| Nº | Data di prima pubblicazione | Data di prima pubblicazione | Data di prima pubblicazione |
| Nº | Giapponese                  | Giapponese                  |                             |
| -- | --------------------------- | --------------------------- | --------------------------- |
| 1  | 7 aprile 2016               | ISBN 978-4-06-388133-2      |                             |
| 2  | 7 settembre 2016            | ISBN 978-4-06-388182-0      |                             |
| 3  | 6 gennaio 2017              | ISBN 978-4-06-388230-8      |                             |
| 4  | 7 luglio 2017               | ISBN 978-4-06-388276-6      |                             |

### Anime
Un adattamento anime, prodotto da A-1 Pictures per la regia di Kyōhei Ishiguro e Miyuki Kuroki, è andato in onda dall'8 ottobre al 24 dicembre 2016. Le sigle di apertura e chiusura sono rispettivamente Seisū 3 no nijō (聖数３の二乗?) di Kanako Itō e Open your eyes di Asaka. In Italia gli episodi sono stati trasmessi in streaming in simulcast da Dynit su VVVVID, mentre in altre parti del mondo i diritti sono stati acquistati da Daisuki, Crunchyroll e Aniplex of America.

#### Episodi
| Nº | Titolo italiano Giapponese 「Kanji」 - Rōmaji                                                                                          | In onda          | In onda |
| Nº | Titolo italiano Giapponese 「Kanji」 - Rōmaji                                                                                          | Giapponese       |         |
| 1  | Molte persone 「たくさんの人」 - Takusan no hito                                                                                       | 8 ottobre 2016   |         |
| 2  | Non ho certo il potere di cambiare il destino 「運命を変える力なんて無いから」 - Unmei o kaeru chikara nante nai kara                  | 15 ottobre 2016  |         |
| 3  | Che fosse solo una fantasticheria? 「妄想だったのだろうか」 - Mōsō datta no darō ka                                                    | 22 ottobre 2016  |         |
| 4  | Il colpevole è Gamon Yūta 「犯人は我聞悠太だ」 - Hannin wa Gamon Yūta                                                                  | 29 ottobre 2016  |         |
| 5  | Qui c'è un mondo nuovo 「ここが新しい世界なのね」 - Koko ga atarashii sekai na no ne                                                   | 5 novembre 2016  |         |
| 6  | Quindi eri tu, eh? 「アンタの方だったんだね」 - Anta no kata dattan da ne                                                              | 12 novembre 2016 |         |
| 7  | La proiezione ha inizio 「上映開始」 - Jōei kaishi                                                                                     | 19 novembre 2016 |         |
| 8  | È la cura definitiva a cui siamo approdati 「我々のたどり着いた究極の医療なのだ」 - Wareware no tadoritsuita kyūkyoku no iryō na no da | 26 novembre 2016 |         |
| 9  | Il mondo avrà di certo fine 「きっと世界は終わるね」 - Kitto sekai wa owaru ne                                                         | 3 dicembre 2016  |         |
| 10 | Il mio vero io 「本当のワタシ」 - Hontō no watashi                                                                                     | 10 dicembre 2016 |         |
| 11 | Per uno scopo più grande 「大いなる目的のためよ」 - Ōi naru mokuteki no tame yo                                                        | 17 dicembre 2016 |         |
| 12 | Occultic Nine 「オカルティック・ナイン」 - Okarutikku Nain                                                                             | 24 dicembre 2016 |         |